# 武器輸出禁止法案
武器輸出禁止法案（ぶきゆしゅつきんしほうあん）は、日本の国会で提出された法律案。兵器輸出禁止法案（へいきゆしゅつきんしほうあん）とも呼ばれる。

## 概要
日本では革新系の立場に立つ政党が1967年に表明された武器輸出三原則の運用では不十分として、日本国憲法第9条の平和の精神に則って、武器輸出を禁止すべきという主張が1970年代から目立ってきた。それを受けて、革新系の立場に立つ政党から武器輸出の禁止に関する法案が提出された。

## 事例
公明党法案
1972年5月14日に公明党は「兵器の輸出の禁止に関する法律案」を衆議院に提出した。
法案では第3条の条文では「何人も兵器を輸出してはならない」とされており、外国の研究機関と共同研究と言った形で武器の研究に従事することも一律に制限されうる規定になっていた。
他方で法案では第2条の条文で、兵器の定義について「武器等製造法の規定する武器、戦闘用艦艇、戦闘用航空機、戦闘用車両等で政令で規定するもの」としており、武器輸出三原則の武器よりも狭い可能性があった。
法案は審議未了で廃案となった。
日本共産党法案
1982年4月28日に日本共産党は「武器その他の軍用機器の輸出等の禁止に関する法律案」を国会に提出した。
法案では第3条の条文で「何人も武器等又は武器等製造設備を輸出してはならない」とされているものの、但し書き条文で「武器等又は武器等製造設備を外国において修理し、又は加工してこれを再輸入する目的で輸出する場合」や「品質又は数量等が契約の内容と相違するため、輸入された武器等又は武器等製造設備を返送する目的で輸出する場合」は例外規定として認めている。
他方で法案では第2条の条文で、武器等の定義について概ね輸出貿易管理令別表第1の1の項に準拠したものになっている。
また外国為替法の改正も入っており、第25条で「特定汎用品等」を新たに定義し、「武器等及び武器等製造設備以外の物のうち、車両、電子機器その他機械器具又は装置であって、軍隊のように供され得るものであり、かつ軍隊の行動等において、重要な役割を果たし得るものと認められるものとして政令で定める者」とし、さらに「特定汎用品等が軍隊の用に供されないことを証する書面を提出しなければならない」と規定した。
法案は審議未了で廃案となった。